# Jensenia angulata
Jensenia angulata är en plattmaskart som först beskrevs av Jensen 1879.  Jensenia angulata ingår i släktet Jensenia, och familjen Dalyelliidae. Arten är reproducerande i Sverige.